# Prionomysis stenolepis
Prionomysis stenolepis är en kräftdjursart som beskrevs av W. M. Tattersall 1922. Prionomysis stenolepis ingår i släktet Prionomysis och familjen Mysidae. Inga underarter finns listade i Catalogue of Life.